# FK Simurq Zaqatala
FK Simurq Zaqatala was een Azerbeidzjaanse voetbalclub uit Zaqatala.
De club werd opgericht in 2005 en speelde sinds 2006 in de Premyer Liqası. In het seizoen 2008/09 eindigde de club als derde waardoor het zich plaatste voor de eerste voorronde van de UEFA Europa League. In de zomer van 2015 ging Simurq failliet.

## In Europa
Uitslagen vanuit gezichtspunt Simurq Zaqatala
| Seizoen | Competitie    | Ronde | Land            | Club                  | Totaalscore | 1e W    | 2e W    | PUC |
| ------- | ------------- | ----- | --------------- | --------------------- | ----------- | ------- | ------- | --- |
| 2009/10 | Europa League | 1Q    | Vlag van Israël | Bnei Jehoeda Tel Aviv | 0-4         | 0-1 (T) | 0-3 (U) | 0.0 |

Totaal aantal punten voor UEFA coëfficiënten: 0.0

## Trainer-coaches
- Sergej Joeran
- Giorgi Tsjichradze

## Bekende (ex-)spelers
- Juan Alberto Andreu Alvarado
- Marcin Burkhardt
- Dragan Ćeran
- Benjamin Lambot
- Andrejs Rubins
- Aleksandr Tsjertoganov
- Robertas Poškus